# Estación Ezpeleta
Ezpeleta es una estación ferroviaria de la localidad homónima, partido de Quilmes, Provincia de Buenos Aires, Argentina.

## Servicios
Es estación intermedia del servicio eléctrico metropolitano de la Línea General Roca desde la Estación Plaza Constitución a las estaciones La Plata y Bosques.
Fue establecida en 1889 como parte del Ferrocarril Buenos Aires al Puerto de la Ensenada.

## Infraestructura
Posee dos andenes elevados para el servicio de trenes eléctricos, boleterias, baños y un puente peatonal.
Antiguamente desde esta estación, se desprendía un desvío industrial hacia la fábrica Ducilo de Berazategui

### Andenes provisorios
A 50 metros al sur de la estación se encontraban los 2 andenes provisorios de caños y madera que estuvieron en funciones desde el 13 de junio de 2016 hasta el 28 de agosto de 2018, fecha en la cual se reinauguró la estación definitiva.

## Toponimia
Fue nombrada así en homenaje al teniente coronel Severo Ezpeleta, ayudante del General Mitre y habitante de Quilmes, partido en el cual se encuentra la estación.

## Diagrama
| Plataforma Norte | |
| Vía 1            | Trenes a La Plata provenientes de Constitución (próxima Berazategui) Trenes a Bosques provenientes de Constitución vía Quilmes (próxima Berazategui) |
| Vía 2            | Trenes a Constitución provenientes de La Plata (próxima Quilmes) Trenes a Constitución provenientes de Bosques vía Quilmes (próxima Quilmes)         |
| Plataforma Sur   | |